# TEE Rembrandt
Il treno TEE Rembrandt, dal nome del celebre pittore olandese, fu istituito nel 1967 per collegare Monaco di Baviera ad Amsterdam con un percorso di 884 km.
Nel 1980 fu limitato tra Stoccarda e Amsterdam (647,5 km) e soppresso nel 1983.